# Dionychoscelis venata
Dionychoscelis venata là một loài bướm đêm thuộc phân họ Arctiinae, họ Erebidae.